# Ritka fémlepke
A ritka fémlepke (Adscita geryon) a csüngőlepkefélék (Zygaenidae) családjába tartozó Adscita nem egyik rovarfaja.

## Elterjedése, élőhelye
A Fekete-tenger környékétől a Balkánon és Közép-Európán át az Ibériai-félszigetig és a Brit-szigetekig elterjedt. Lokális az Appennini-félszigeten. Expanzív pontomediterrán faj.
Magyarországi elterjedése: lokális és ritka a Dél-Dunántúlon, a Dunántúli- és az Északi-középhegységben. Az alföldekről nincs bizonyítópéldány, ott további kutatásokra van szükség.
Száraz gyepek, mészkő és dolomit sziklagyepek, törmeléklejtő-erdők alkotják élőhelyeit.

## Jellemzése
Az elülső szárny hossza hímeknél 10–132 mm, nőstény példányoknál 8–11 mm. A hím csápjában az utolsó 6–8 íz tollaktól mentes, a csáptő első ízének tolla csak fele olyan hosszú, mint a következők. A fej, a tor, a potroh fénylő sárgászöld, aranyzöld vagy kékeszöld. Az elülső szárnyak alapszíne dominánsan zöldes, enyhe sárgás vagy aranyló fénnyel. Előfordulnak mattzöld és kékeszöld színű példányok is.

## Életmódja
Repülési idő; a magyar példányok többségét júliusban gyűjtötték. Európában a földrajzi magasságtól, az élőhelyek mikroklimatikus különbözőségeitől függően április végétől szeptember elejéig repül egy nemzedékben. Tápnövényei; Geranium robertianum, Geranium lucidum, Geranium sanguineum, Erodium cicutarium, Erodium ciconium, Helianthemum canum, Helianthemum nummularium. Hernyója zöld, sötétbarna hát- és oldalsávval, amelyben fehér pontok vannak. A fej csillogó fekete, sűrűn szőrözött. Májusig aknázik; az aknafoltok nagyok, ürülék nélküliek. Parazitája: Platymya antennata (Brauner & Bergenstamm) Tachinidae. A báb ritkás, sárgásbarna szövedékben van.

## Védelme
Magyarországon védett. Igen lokális és ritka, több lelőhelyéről eltűnt (pl. Budapest környéke, Mecsek stb.). Az élőhelyek fennmaradást leginkább az építkezések, az indokolatlan fenyőtelepítések, a turizmusból eredő erős taposás veszélyezteti.